# Sierra Madre de Chiapas
La Sierra Madre (también denominada Cordillera Central, y conocida en Guatemala como Sierra Madre) es una cordillera en Centroamérica que atraviesa el sureste de México, Guatemala, y partes de El Salvador y  Honduras. Es la mayor cordillera de Centroamérica y constituye un extenso sistema montañoso que discurre en dirección noroeste-sureste, bordeando la costa del océano Pacífico a lo largo de más de 600 km. La mayoría de los volcanes de Guatemala forman parte de la Sierra Madre y sus puntos más altos alcanzan los 4000 m s. n. m.
Se formó al final de la era mesozoica, a fines del Cretácico Superior, por la subducción de la placa de Cocos debajo de la placa del Caribe y la parte sur de la placa norteamericana. Los movimientos sísmicos y la actividad volcánica, forman parte de este proceso de Orogénesis. 
La cordillera, que representa una continuación de la Sierra Madre del Sur, es delimitada por una estrecha franja costeña al suroeste, y una serie de depresiones al vertiente noreste, incluyendo la depresión de Chiapas, que separan la cordillera de los altiplanos de Chiapas, Guatemala y Honduras. Es la principal divisoria de las cuencas hidrográficas en América Central y es responsable de las vertientes del nacimiento de los ríos que desembocan en el océano Atlántico u Pacífico.
En México, la sierra se inicia en el río Ostuta, y sigue hasta la frontera con Guatemala. En territorio mexicano tiene una longitud de aproximadamente 250 km, una anchura de 50-65 km, y una superficie de 2125 km². El punto más elevado en Chiapas es el volcán Tacaná (4092 m s. n. m.) que marca la frontera con Guatemala.
En Guatemala, la Sierra Madre se extiende aproximadamente 280 km en dirección sureste hacia la frontera con El Salvador y Honduras, atravesando los departamentos de San Marcos, Quetzaltenango, Totonicapán, Sololá, Chimaltenango, Guatemala, y Jalapa. La Sierra Madre de Guatemala representa la extensíón más elevada de la cordillera. 
En El Salvador la Sierra Madre sigue su orientación noroeste a sudeste marcando la frontera con Honduras. Está cortada en dos sectores por el río Lempa. En el sector occidental, la cumbre mayor es la del cerro Montecristo (2418 m s. n. m.), el punto trifinio de El Salvador, Guatemala y Honduras. En el sector oriental de la Sierra Madre Salvadoreña se encuentra el cerro El Pital;  con 2730 m s. n. m., es el punto más elevado de El Salvador.